# Апама (дочь Селевка I)
Апама (др.-греч. Ἀπάμα; от авест. apama- «последний» буквально «самый младший [ребенок], птенец»)) — родилась в семье Селевка и Апамы. Сестра Антиоха I Сотера и Лаодики.
Единственное упоминание Апамы в античных источниках содержится в труде византийского историка VI века Иоанна Малалы. Согласно этому автору, Селевк назвал город Апамея в Сирии в честь дочери. Другие авторы называют эпонимом сирийской Апамеи жену Селевка I Апаму
Так как Апама, дочь Селевка I, более нигде в античных источниках не упоминается, У. Вилькен считал, что Иоанн Малала перепутал её с одноимённой дочерью Антиоха I Сотера. В. Хеккель, напротив, указал, что Апама, дочь Селевка I, могла быть реальным историческим персонажем.